# Florence Lawrence
Florence Lawrence, nata Florence Annie Bridgwood (Hamilton, 2 gennaio 1886 – Beverly Hills, 28 dicembre 1938), è stata un'attrice e inventrice canadese naturalizzata statunitense.
Grazie alla trovata di indicarla come "The Biograph Girl" (la ragazza della Biograph), divenne la prima attrice cinematografica accreditata a cui il pubblico si affezionò, inaugurando lo star system, per cui è riconosciuta come "la prima stella del cinema". Nella sua seppur breve carriera apparve in più di 270 film, lavorando per diverse compagnie di produzione, con altri appellativi quali "The Imp Girl" o "The Girl of a Thousand Faces".

## Biografia

### I primi anni
Nata Florence Annie Bridgwood a Hamilton nell'Ontario, era figlia di un'attrice di vaudeville, Charlotte A. Bridgwood che, col nome di Lotta Lawrence, era prima attrice e direttrice della Lawrence Dramatic Company. Suo padre, George Bridgwood, morì nel 1898 quando Florence aveva 8 anni. La madre e i tre figli si trasferirono allora a Buffalo, nello stato di New York. Florence frequentò lì le scuole, sviluppando le sue doti atletiche praticando alcuni sport, tra cui l'equitazione e il pattinaggio. Finite le scuole, la ragazza raggiunse la madre e la sua compagnia teatrale che però si sciolse poco dopo a causa di problemi interni. Nel 1906, Florence e sua madre si trasferirono a New York.

### Inizio della carriera: cinema e teatro
Molti furono i canadesi che diventarono pionieri della nuova industria cinematografica. Una di questi fu Florence Lawrence che, nel 1906, a vent'anni, girò il suo primo film per la Vitagraph, per cui, nel 1907, girò altre 38 pellicole, dopo che le audizioni che aveva fatto a Broadway avevano avuto scarso successo. La Edison Manufacturing Company la scelse per il ruolo della figlia di Daniel Boone nel film Daniel Boone; or, Pioneer days in America anche grazie al fatto che sapeva cavalcare. Le riprese vennero fatte in esterni, in pieno inverno, e Florence e sua madre, che avevano avuto tutte e due una parte nel film, vennero pagate 5 dollari al giorno per due settimane.
Nel 1907, sempre per la Vitagraph, ricoprì il ruolo di Moya, una ragazza irlandese in un film da un rullo. Per un breve periodo ritornò al teatro, con il ruolo da protagonista in Seminary Girls, dove recitava anche sua madre, nella sua ultima interpretazione teatrale. Dopo una tournée negli Stati Uniti durata un anno, Florence decide di farla finita con quella vita da zingara. Nella primavera del 1908 ritornò alla Vitagraph dove fu la protagonista di The Dispatch Beare. Nei cinque mesi seguenti prese parte a 11 film, grazie soprattutto alle sue doti di cavallerizza.

### Carriera cinematografica

#### Biograph Studios
Alla Vitagraph c'è un giovane attore, Harry Solter, che cerca una ragazza giovane e bella che sappia anche cavalcare per un film della Biograph sotto la direzione di David Wark Griffith. Griffith, capo della Biograph, nota la bella bionda in uno dei film della Vitagraph. All'epoca gli attori non venivano citati nei titoli e Griffith ci mette un po' per ritrovare Florence per poi fissarle un appuntamento. Alla Vitagraph, lei prende 20 dollari alla settimana: Griffith gliene offre 25 e Florence passa alla Biograph. Nel 1908, con Griffith gira almeno 60 film. Alla fine dell'anno si sposa con Harry Solter.
Florence ottiene molto presto una grande popolarità, ma siccome il suo nome non viene pubblicizzato, gli ammiratori scrivono allo studio chiedendo di lei. Il suo viso viene riconosciuto soprattutto dopo la sua interpretazione di Resurrection, ma la Biograph la cita solo come "The Biograph Girl", la ragazza della Biograph. Negli anni iniziali del cinema, il nome degli attori del muto non era conosciuto perché i proprietari delle case di produzione temevano che la popolarità potesse stimolare gli attori a chiedere dei compensi più alti. Florence continua a lavorare per la Biograph anche nel 1909, ricevendo uno stipendio il doppio del normale. La sua popolarità aumenta con la serie dei film di Jones, il primo serial di commedie dove interpreta il ruolo di Mrs. Jones in 12 film.

#### Independent Moving Pictures Company
La coppia Lawrence/Solter decide di cercare lavoro altrove, scrivendo alla Essanay Film Manufacturing Company, ma i capi dello studio contattato girano le loro richieste alla Biograph che, venuto a sapere del loro tentativo, decide di licenziarli entrambi. Ambedue liberi, Florence e il marito nel 1909 trovano lavoro alla Independent Moving Pictures Company of America (IMP). La compagnia, fondata da Carl Laemmle (che ne è proprietario, fondatore e presidente), è alla ricerca di attori e cineasti esperti.
All'epoca, l'industria cinematografica è controllata da un potente monopolio, che detiene tutti i diritti legali nella produzione e nella distribuzione dei film. La IMP, il cui marchio è un piccolo diavolo rosso, non è membro del Patent Group e opera, quindi, al di fuori della legge. La compagnia deve trovarsi le sale disposte a sfidare il monopolio dove poter proiettare i propri film ed entra nel mirino delle rivendicazioni legali dei suoi potenti nemici. La IMP riesce a sopravvivere soprattutto per merito della popolarità di Florence Lawrence, popolarità nata anche per merito delle idee di marketing di Laemmle.
Avendo bisogno di una star, Laemmle, per attirare Florence e il marito, promette di far di lei la prima interprete con il nome sulle locandine di un film. Il produttore, per pubblicizzare la sua diva, fa girare la voce che Florence sia rimasta uccisa in un incidente stradale a New York. Dopo aver attirato l'attenzione dei media, pubblica sui giornali una smentita accompagnata dalla foto della Lawrence. Le didascalie dicono che l'attrice è viva, sta bene ed è in procinto di girare The Broken Oath, il nuovo film della IMP, diretta dal marito Harry Solter. Il produttore organizza per la sua attrice una visita a Saint Louis in modo da rassicurare i suoi ammiratori che possono vederla e ammirarla dal vivo. Nasce così lo star system e il nome di Florence Lawrence diventa familiare a tutto il pubblico cinematografico.
Tuttavia, la fama dell'attrice è tale che i dirigenti degli studi cominciano a preoccuparsi di eventuali rivendicazioni salariali, scoprendo che i loro timori non sono infondati. Laemmle riesce ad attirare alla IMP William V. Ranous, uno dei migliori registi della Vitagraph. Ranous viene presentato a Lawrence e a Solter, e i tre cominciano a lavorare insieme. Florence e il marito lavorano per la IMP undici mesi, girando cinquanta film.

#### Lubin Studios
Partono, quindi, per un viaggio in Europa, in vacanza. Tornati negli Stati Uniti dopo il viaggio, Lawrence e Solter passano a una società cinematografica diretta da Siegmund Lubin (Siegmund "Pop" Lubin), descritto come "il produttore cinematografico più saggio e più democratico della storia". Florence, in coppia con Arthur V. Johnson, gira, sotto la direzione di Lubin, quarantotto film.
Quando, alla fine degli anni dieci, Florence Lawrence lascia la IMP per passare ai Lubin Studios, permette alla sua conterranea, la diciannovenne canadese Mary Pickford, di prendere il suo posto come diva dell'IMP.

#### Victor Film Company
Nel 1912, Florence e Harry Solter si mettono in affari con Carl Laemmle, formando la loro propria compagnia. Laemmle dà loro completa libertà artistica per una compagnia dal nome Victor Film Company, pagando Florence Lawrence 500 dollari la settimana come attrice e dando a Solter 200 dollari come regista. Gli studi vengono stabiliti a Fort Lee nel New Jersey, mettendo in produzione numerosi film con protagonisti Florence e Owen Moore, prima di passare alla nuova Universal Pictures nel 1913.
Con questa nuova prosperità, Florence realizza il sogno della sua vita, comperando 50 acri di terreni, dandosi anche al giardinaggio, coltivando rose, cosa che le dà molta gioia. Nell'agosto del 1912, ha delle controversie con il marito a causa della madre di Florence. Harry se ne va in Europa, da dove le invia numerose lettere in cui le annuncia i suoi piani per suicidarsi. Nel novembre del 1912 i due si rimettono insieme e Florence annuncia la decisione di ritirarsi dalle scene.

### L'incidente, il crollo di Wall Street, il suicidio
Nonostante i suoi propositi di ritiro, Florence fu indotta a ritornare al lavoro nel 1915 per la sua compagnia, la Victor Film Company. Durante le riprese di Pawns of Destiny, subì un incidente in un incendio dovuto a delle fiamme fuggite di controllo. Florence risentì delle conseguenze per mesi. Tornò al lavoro, ma ebbe un collasso alla fine delle riprese. Accusando Solter di averla costretta a lavorare benché non in grado di farlo, i due alla fine divorziarono. L'attrice si sentì tradita anche dalla Universal che si rifiutò di pagarle le spese mediche. A soli 29 anni, la sua carriera ebbe una grave battuta d'arresto a causa dell'assenza dalle scene cui fu costretta per potersi riprendere dalle ferite riportate.
Nella primavera del 1916, tornò a lavorare per l'Universal, girando il suo primo lungometraggio. Tuttavia lo stress lavorativo portò a gravi conseguenze sul piano della salute, tanto che passò i successivi quattro mesi a letto, paralizzata. Quando tornò in forma, nel 1921, l'industria cinematografica si era rapidamente e profondamente evoluta, e ormai poche persone si ricordavano di lei. A Hollywood tentò di rientrare nel giro, ottenendo però solo alcune parti minori, per lo più da registi con cui aveva già lavorato nel passato. Negli anni '20 si dedicò a una linea di cosmetici, impresa che non raggiunse il successo sperato.
Nel 1929 fu colpita dalla morte della madre e dal crollo di Wall Street, a cui seguì la lunga depressione. Florence tornò al cinema nel 1936, quando la MGM cominciò a dare piccole parti a vecchie star per 75 dollari la settimana. Sola, depressa, sofferente per una forma di mielofibrosi, una rara malattia, venne trovata a letto nel suo appartamento di West Hollywood il 27 dicembre 1938 dopo aver ingerito dell'insetticida. Venne portata in ospedale, dove morì poche ore dopo.

### Eredità e ricordo
Dimenticata da tutti, venne ricordata nel 1991 quando l'attore Roddy McDowall, del National Film Preservation Board, le dedicò una lapide come "The Biograph Girl/The First Movie Star" (La ragazza della Biograph/Prima stella del cinema). Una biografia di Kelly R. Brown, Florence Lawrence, the Biograph Girl: America's First Movie Star, fu pubblicata nel 1999.

### Vita privata
Florence Lawrence si sposò tre volte. La prima con Harry Solter (1908-1913), quindi con Charles Woodring (12 maggio, 1921-1931), un concessionario d'auto. Rimasta vedova, si sposa per la terza e ultima volta con Henry Bolton. L'uomo si rivela un vero bruto e il matrimonio, celebrato nel 1932, dura solo cinque mesi.

## Invenzioni
In anni di grande sperimentazione e progresso tecnologico era relativamente comune negli Stati Uniti escogitare invenzioni e miglioramenti tecnici. La stessa Florence, come anche qualche altro suo collega, fu inventrice del primo Indicatore di direzione per veicoli, applicato al lato posteriore di una motocicletta e consistente in un braccio meccanico che, azionato con un bottone, indicava la direzione che il guidatore intendeva prendere. Sviluppò anche un segnale di frenata, tramite un concetto simile in cui un braccio indicava la scritta "Stop". Tuttavia la Lawrence non depositò il brevetto per le sue intuizioni, che vennero presto sviluppate da altri nella nascente industria automobilistica.

## Filmografia
La filmografia si basa su IMDb. Quando manca il nome del regista, questo non viene riportato nei titoli

### 1906
- The Automobile Thieves, regia di James Stuart Blackton – cortometraggio (1906)

### 1907
- Daniel Boone, regia di Wallace McCutcheon, Edwin Stanton Porter (1907)
- The Boy, the Bust and the Bath (1907)
- Athletic American Girls (1907)
- Bargain Fiend; or, Shopping à la Mode, regia di William V. Ranous (1907)
- The Shaughraun, regia di James Stuart Blackton (1907)
- The Mill Girl (1907)
- The Despatch Bearer; or, Through the Enemy's Lines, regia di Albert E. Smith (1907)

### 1908
- The Reg Girl (1908)
- Cupid's Realm; or, A Game of Heart, regia di J. Stuart Blackton
- Macbeth, regia di J. Stuart Blackton
- Romeo and Juliet, regia di J. Stuart Blackton
- Lady Jane's Flight, regia di J. Stuart Blackton
- The Viking's Daughter: The Story of the Ancient Norsemen, regia di J. Stuart Blackton
- Love Laughs at Locksmiths; an 18th Century Romance, regia di J. Stuart Blackton
- The Bandit's Waterloo, regia di David Wark Griffith
- A Calamitous Elopement, regia di J. Stuart Blackton
- Salome, regia di J. Stuart Blackton – cortometraggio (1908)
- Betrayed by a Handprint, regia di D.W. Griffith
- The Girl and the Outlaw, regia di D.W. Griffith
- Behind the Scenes, regia di D.W. Griffith
- The Red Girl, regia di D.W. Griffith
- The Heart of O'Yama, regia di D.W. Griffith
- Where the Breakers Roar, regia di D.W. Griffith
- A Smoked Husband, regia di D.W. Griffith
- Richard III co-regia James Stuart Blackton e William V. Ranous (1908)
- The Stolen Jewels, regia di David W. Griffith
- The Devil, regia di D.W. Griffith
- The Zulu's Heart, regia di D.W. Griffith
- Father Gets in the Game, regia di D. W. Griffith
- Ingomar, the Barbarian, regia di D. W. Griffith
- The Vaquero's Vow, regia di D. W. Griffith
- The Planter's Wife, regia di D. W. Griffith
- Romance of a Jewess, regia di D. W. Griffith
- The Call of the Wild, regia di David W. Griffith
- Concealing a Burglar, regia di David W. Griffith
- Antony and Cleopatra, regia di James Stuart Blackton e Charles Kent
- After Many Years, regia di David W. Griffith
- The Pirate's Gold, regia di David W. Griffith
- The Taming of the Shrew, regia di David W. Griffith
- The Song of the Shirt, regia di David W. Griffith
- The Ingrate, regia di David W. Griffith
- A Woman's Way, regia di David W. Griffith
- The Clubman and the Tramp, regia di David W. Griffith
- Julius Caesar co-regia di James Stuart Blackton e William V. Ranous
- Money Mad, regia di David W. Griffith
- The Valet's Wife, regia di David W. Griffith
- The Feud and the Turkey, regia di D.W. Griffith
- The Reckoning, regia di David W. Griffith
- The Test of Friendship, regia di David W. Griffith
- An Awful Moment, regia di David W. Griffith
- The Dancer and the King: A Romantic Story of Spain, regia di James Stuart Blackton]
- The Christmas Burglars, regia di D.W. Griffith
- Mr. Jones at the Ball, regia di David W. Griffith
- The Helping Hand, regia di David W. Griffith

### 1909
- One Touch of Nature, regia di D.W. Griffith
- Mrs. Jones Entertains, regia di D.W. Griffith
- The Honor of Thieves, regia di D.W. Griffith
- The Sacrifice, regia di D.W. Griffith
- Those Boys!, regia di D.W. Griffith
- The Criminal Hypnotist, regia di D.W. Griffith
- The Fascinating Mrs. Francis, regia di D.W. Griffith
- Mr. Jones Has a Card Party, regia di D.W. Griffith
- Those Awful Hats, regia di D.W. Griffith
- The Cord of Life, regia di D.W. Griffith
- The Girls and Daddy, regia di D.W. Griffith
- The Brahma Diamond, regia di D.W. Griffith
- A Wreath in Time, regia di D.W. Griffith
- Tragic Love, regia di D.W. Griffith
- The Curtain Pole, regia di D.W. Griffith
- His Ward's Love, regia di [lD.W. Griffith
- The Joneses Have Amateur Theatricals, regia di D.W. Griffith
- The Politician's Love Story, regia di D.W. Griffith
- The Golden Louis, regia di D.W. Griffith
- At the Altar, regia di D.W. Griffith
- Saul and David, regia di James Stuart Blackton
- The Prussian Spy, regia di D.W. Griffith
- His Wife's Mother, regia di D.W. Griffith
- A Fool's Revenge, regia di D.W. Griffith
- The Wooden Leg, regia di D.W. Griffith
- The Roue's Heart, regia di D.W. Griffith
- The Salvation Army Lass, regia di D.W. Griffith (1909)
- The Lure of the Gown, regia di D.W. Griffith
- I Did It, regia di D.W. Griffith
- The Deception, regia di D.W. Griffith
- And a Little Child Shall Lead Them, regia di D.W. Griffith
- The Medicine Bottle, regia di D.W. Griffith
- Jones and His New Neighbors, regia di D.W. Griffith
- A Drunkard's Reformation, regia di D.W. Griffith
- Trying to Get Arrested, regia di D.W. Griffith
- The Road to the Heart, regia di D.W. Griffith
- Schneider's Anti-Noise Crusade, regia di D.W. Griffith
- The Winning Coat, regia di D.W. Griffith
- A Sound Sleeper, regia di D.W. Griffith
- Confidence, regia di D.W. Griffith
- Lady Helen's Escapade, regia di D.W. Griffith
- A Troublesome Satchel, regia di D.W. Griffith – cortometraggio
- The Drive for a Life, regia di D.W. Griffith – cortometraggio
- Lucky Jim, regia di D.W. Griffith – cortometraggio
- Tis an Ill Wind That Blows No Good, regia di D.W. Griffith – cortometraggio
- The Eavesdropper, regia di D.W. Griffith – cortometraggio
- The Note in the Shoe, regia di D.W. Griffith – cortometraggio
- One Busy Hour, regia di D.W. Griffith – cortometraggio
- The French Duel, regia di D.W. Griffith – cortometraggio
- Jones and the Lady Book Agent, regia di D.W. Griffith – cortometraggio
- A Baby's Shoe regia di D.W. Griffith – cortometraggio
- The Jilt, regia di D.W. Griffith – cortometraggio
- Resurrection, regia di David W. Griffit
- The Judgment of Solomon, regia di James Stuart Blackton
- Two Memories, regia di David W. Griffith – cortometraggio
- Eloping with Auntie, regia di David W. Griffith – cortometraggio
- Eradicating Aunty, regia di David W. Griffith – cortometraggio
- What Drink Did, regia di David W. Griffith – cortometraggio
- The Lonely Villa, regia di David W. Griffith – cortometraggio
- Her First Biscuits, regia di D.W. Griffith – cortometraggio
- The Peachbasket Hat, regia di David W. Griffith – cortometraggio
- The Way of Man, regia di David W. Griffith – cortometraggio
- The Necklace, regia di D. W. Griffith – cortometraggio (1909)
- Il medico di campagna (The Country Doctor), regia di David W. Griffith – cortometraggio (1909)
- The Cardinal's Conspiracy, regia di D.W. Griffith – cortometraggio (1909)
- Tender Hearts, regia di David W. Griffith – cortometraggio (1909)
- Sweet and Twenty, regia di D. W. Griffith – cortometraggio (1909)
- Jealousy and the Man, regia di David W. Griffith – cortometraggio
- The Slave, regia di David W. Griffith – cortometraggio
- The Mended Lute, regia di David W. Griffith – cortometraggio
- Mr. Jones' Burglar, regia di David W. Griffith – cortometraggio
- Mrs. Jones' Lover; or, 'I Want My Hat', regia di David W. Griffith – cortometraggio
- The Hessian Renegades, regia di David W. Griffith – cortometraggio
- The Awakening, regia di David W. Griffith – cortometraggio
- Lines of White on a Sullen Sea, regia di David W. Griffith – cortometraggio
- Love's Stratagem, regia di Harry Solter – cortometraggio
- Nursing a Viper, regia di David W. Griffith – cortometraggio
- The Forest Ranger's Daughter, regia di Harry Solter – cortometraggio
- Her Generous Way, regia di Harry Solter
- Lest We Forget, regia di Harry Solter
- The Awakening of Bess, regia di Harry Solter

### 1910
- The Winning Punch, regia di Harry Solter (1910)
- The Right of Love, regia di Harry Solter (1910)
- The Tide of Fortune, regia di Harry Solter (1910)
- The Call, regia di D.W. Griffith (1910)
- Never Again, regia di Harry Solter (1910)
- The Coquette's Suitors, regia di Harry Solter (1910)
- Justice in the Far North, regia di Harry Solter (1910)
- The Blind Man's Tact, regia di Harry Solter (1910)
- Jane and the Stranger, regia di Harry Solter (1910)
- The Governor's Pardon, regia di Harry Solter (1910)
- The New Minister, regia di Harry Solter (1910)
- Mother Love, regia di Harry Solter
- The Broken Oath, regia di Harry Solter (1910)
- The Time-Lock Safe, regia di Harry Solter (1910)
- His Sick Friend, regia di Harry Solter (1910)
- The Stage Note, regia di Harry Solter (1910)
- Transfusion, regia di Harry Solter (1910)
- The Miser's Daughter, regia di Harry Solter (1910)
- His Second Wife, regia di Harry Solter (1910)
- The Rosary, regia di Harry Solter (1910)
- The Maelstrom, regia di Harry Solter (1910)
- The New Shawl, regia di Harry Solter (1910)
- Two Men, regia di Harry Solter (1910)
- The Doctor's Perfidy, regia di Harry Solter (1910)
- The Eternal Triangle, regia di Harry Solter (1910)
- The Nichols on Vacation, regia di Harry Solter (1910)
- A Reno Romance, regia di Harry Solter (1910)
- A Discontented Woman, regia di Harry Solter (1910)
- A Self-Made Hero, regia di Harry Solter (1910)
- A Game for Two, regia di Harry Solter (1910)
- The Call of the Circus, regia di Harry Solter (1910)
- Old Heads and Young Hearts, regia di Harry Solter (1910)
- The Mistake, regia di Harry Solter (1910)
- Bear Ye One Another's Burdens, regia di Harry Solter (1910)
- The Irony of Fate, regia di Harry Solter (1910)
- Once Upon a Time, regia di Harry Solter (1910)
- Among the Roses, regia di Harry Solter (1910)
- The Senator's Double, regia di Harry Solter (1910)
- The Taming of Jane, regia di Harry Solter (1910)
- The Widow, regia di Harry Solter (1910)
- The Right Girl, regia di Harry Solter (1910)
- Debt, regia di Harry Solter (1910)
- Pressed Roses, regia di Harry Solter (1910)
- All the World's a Stage, regia di Harry Solter
- The Count of Montebello, regia di Harry Solter

### 1911
- His Bogus Uncle, regia di Harry Solter (1911)
- Age Versus Youth, regia di Harry Solter (1911)
- A Show Girl's Stratagem, regia di Harry Solter (1911)
- The Test, regia di Harry Solter (1911)
- Nan's Diplomacy, regia di Harry Solter (1911)
- Vanity and Its Cure, regia di Harry Solter (1911)
- His Friend, the Burglar, regia di Harry Solter (1911)
- The Actress and the Singer, regia di Harry Solter (1911)
- Her Artistic Temperament, regia di Harry Solter (1911)
- Her Child's Honor, regia di Harry Solter (1911)
- The Wife's Awakening, regia di Harry Solter (1911)
- Opportunity and the Man, regia di Harry Solter (1911)
- The Two Fathers, regia di Harry Solter (1911)
- The Hoyden, regia di Harry Solter (1911)
- The Sheriff and the Man, regia di Harry Solter (1911)
- A Fascinating Bachelor, regia di Harry Solter (1911)
- That Awful Brother, regia di Harry Solter (1911)
- Her Humble Ministry, regia di Harry Solter (1911)
- A Good Turn, regia di Harry Solter (1911)
- The State Line, regia di Harry Solter (1911)
- A Game of Deception, regia di Harry Solter (1911)
- The Professor's Ward, regia di Harry Solter (1911)
- Duke De Ribbon Counter, regia di Harry Solter (1911)
- Higgenses Versus Judsons, regia di Harry Solter (1911)
- The Little Rebel, regia di Harry Solter (1911)
- Always a Way, regia di Harry Solter (1911)
- The Snare of Society, regia di Harry Solter (1911)
- During Cherry Time, regia di Harry Solter (1911)
- The Gypsy, regia di Harry Solter (1911)
- Her Two Sons, regia di Harry Solter (1911)
- Through Jealous Eyes, regia di Harry Solter (1911)
- A Rebellious Blossom, regia di Harry Solter (1911)
- The Secret, regia di Harry Solter (1911)
- Romance of Pond Cove, regia di Harry Solter (1911)
- The Story of Rosie's Rose, regia di Harry Solter (1911)
- The Life Saver, regia di Harry Solter (1911)
- The Matchmaker, regia di Harry Solter (1911)
- The Slavey's Affinity, regia di Harry Solter (1911)
- The Maniac, regia di Harry Solter (1911)
- A Rural Conqueror, regia di Harry Solter (1911)
- One on Reno, regia di Harry Solter (1911)
- Aunt Jane's Legacy, regia di Harry Solter
- His Chorus Girl Wife, regia di Harry Solter (1911)
- A Blind Deception, regia di Harry Solter (1911)
- A Head for Business, regia di Harry Solter (1911)
- A Girlish Impulse, regia di Harry Solter (1911)
- Art Versus Music, regia di Harry Solter (1911)
- The American Girl, regia di Harry Solter (1911)

### 1912
- A Village Romance, regia di Harry Solter (1912)
- A Surgeon's Heroism, regia di Harry Solter (1912)
- In Swift Waters, regia di Harry Solter (1912)
- The Players, regia di Harry Solter (1912)
- Not Like Other Girls, regia di Harry Solter (1912)
- Taking a Chance, regia di Harry Solter (1912)
- The Mill Buyers, regia di Harry Solter (1912)
- The Chance Shot, regia di Harry Solter (1912)
- Her Cousin Fred, regia di Harry Solter (1912)
- The Winning Punch, regia di Harry Solter
- All for Love, regia di Harry Solter
- Flo's Discipline, regia di Harry Solter (1912)
- The Advent of Jane, regia di Harry Solter (1912)
- Tangled Relations, regia di Harry Solter (1912)
- Betty's Nightmare, regia di Harry Solter (1912)
- The Cross-Roads, regia di Harry Solter (1912)
- The Angel of the Studio, regia di Harry Solter – cortometraggio (1912)
- The Redemption of Riverton, regia di Harry Solter (1912)
- Sisters, regia di Harry Solter – cortometraggio (1912)
- The Lady Leone, regia di Harry Solter – cortometraggio (1912)
- After All, regia di Harry Solter – cortometraggio (1912)

### 1913
- The Counterfeiter (1913)
- Suffragette's Parade in Washington (1913)
- The Closed Door, regia di Harry Solter (1913)
- The Girl o'the Woods, regia di Harry Solter (1913)
- The Spender, regia di Harry Solter – cortometraggio (1913)
- His Wife's Child, regia di Harry Solter (1913)
- Unto the Third Generation, regia di Harry Solter – cortometraggio (1913)
- The Influence of Sympathy, regia di Harry Solter – cortometraggio (1913)
- A Girl and Her Money, regia di Harry Solter – cortometraggio (1913)

### 1914
- A Singular Sinner (1914)
- The Coryphee, regia di Harry Solter (1914)
- The Romance of a Photograph, regia di Harry Solter (1914)
- The False Bride, regia di Harry Solter – cortometraggio (1914)
- The Law's Decree, regia di Harry Solter (1914)
- The Stepmother, regia di Harry Solter (1914)
- The Honeymooners, regia di Harry Solter – cortometraggio (1914)
- Diplomatic Flo, regia di Harry Solter (1914)
- The Little Mail Carrier, regia di Harry Solter (1914)
- The Pawns of Destiny, regia di Harry Solter (1914)
- The Bribe, regia di Harry Solter
- A Disenchantment, regia di Harry Solter (1914)
- The Doctor's Testimony, regia di Harry Solter (1914)
- A Singular Cynic, regia di Harry Solter (1914)
- Her Ragged Knight, regia di Harry Solter (1914)
- The Mad Man's Ward, regia di Harry Solter (1914)
- The Honor of the Humble, regia di Harry Solter (1914)
- Counterfeiters, regia di Harry Solter (1914)
- A Mysterious Mystery, regia di Harry Solter (1914)
- The Woman Who Won, regia di Harry Solter (1914)
- The Great Universal Mystery, regia di Allan Dwan - sé stessa

### 1916/1936
- Elusive Isabel, regia di Stuart Paton (1916)
- Face on the Screen, regia di Harry Solter (1917)
- The Love Craze, regia di Winthrop Kelley (1918)
- The Unfoldment, regia di George Kern e Murdock MacQuarrie (1922)
- The Satin Girl, regia di Arthur Rosson (1923)
- Lucretia Lombard, regia di Jack Conway (1923)
- Gambling Wives, regia di Dell Henderson (1924)
- The Johnstown Flood, regia di Irving Cummings (1926)
- The Greater Glory, regia di Curt Rehfeld (1926)
- Sweeping Against the Winds (1930)
- I difensori della legge (Homicide Squad), regia di Edward L. Cahn e George Melford (1931)
- Pleasure, regia di Otto Brower (1931)
- Hard Hombre, regia di Otto Brower (1931)
- So Big!, regia di William A. Wellman (1932)
- Peccatori (Sinners in the Sun), regia di Alexander Hall (1932)
- Segreti (Secrets), regia di Frank Borzage (1933)
- Compagni d'allegria (The Old Fashioned Way), regia di William Beaudine (1934)
- Man on the Flying Trapeze, regia di Clyde Bruckman e, non accreditato, W.C. Fields (1935)
- Un bacio al buio (One Rainy Afternoon, regia di Rowland V. Lee (1936)
- Hollywood Boulevard, regia di Robert Florey (1936)

### Film o documentari dove appare Florence Lawrence
- The Casting Couch, regia di John Sealey - video con filmati di repertorio (1995)